# 1030-е годы до н. э.
1030-е (ты́сяча тридца́тые) го́ды до на́шей э́ры по пролептическому юлианскому календарю — промежуток времени с 1 января 1039 года до н. э. по 31 декабря 1030 года до н. э., включающий с 1039 по 1031 годы 7-го десятилетия  и 1030 год 8-го десятилетия XI века 2-го тысячелетия до н. э. Им предшествовали 1040-е годы до н. э., за ними следовали 1020-е годы до н. э. Они закончились 3055 лет назад.

## События
- 1039 год до н. э. — умер фараон Египта Аменемнису (Неферкара)[1].
- 1037 год до н. э. — родился царь Давид[2].
- 1031 год до н. э. — Салманасар II стал царём Ассирии[3].